# Šútovo
Šútovo (hongrois : Sutó) est un village de Slovaquie situé dans la région de Žilina.

## Histoire
La première mention écrite du village date de 1403.

## Démographie

### Évolution de la population
| Année:               | 1994. | 2004.   | 2014.   | 2024.   |
| -------------------- | ----- | ------- | ------- | ------- |
| Nombre de personnes: | 509   | 505     | 513     | 509     |
| Différence:          |       | -0,78 % | +1,58 % | -0,77 % |

| Année:               | 2023. | 2024.   |
| -------------------- | ----- | ------- |
| Nombre de personnes: | 506   | 509     |
| Différence:          |       | +0,59 % |